# 切列什涅韋 (巴爾區)
48°59′49″N 27°27′46″E / 48.99694°N 27.46278°E
切列什涅韋（烏克蘭語：Черешневе），是烏克蘭的村落，位於該國西南部文尼察州，由日梅林卡區負責管轄，始建於1982年，面積0.21平方公里，海拔高度311米，2001年人口344，人口密度每平方公里1,678.05人。